# Assedio di Suemori
L'assedio di Suemori ((末森の戦い?, Suemori no Tatakai) avvenne nel 1584 in Giappone.
All'epoca delle campagne di Komaki e Nagakute, Sassa Narimasa si schierò contro Toyotomi Hideyoshi mentre l'ex compagno d'armi Maeda Toshiie si alleò con la fazione Toyotomi. Narimasa quindi assediò il castello di Suemori nella provincia di Noto con 15 000 uomini.
Il castello era governato da un servitore di Maeda Toshiie, Okamura Sukiemon, che fu abilmente assistito dalla moglie. 
Tuttavia quando la guarnigione sembrava in una situazione disperata, Maeda Toshiie arrivò nel mezzo o la notte con una forza di aiuto e riuscì a scacciare Sassa Narimasa che ripiegò nella provincia di Etchū.
Dopo quiesto assedio Maeda Toshiie divenne il daimyō più potente di quella parte del Giappone.
I due generali si scontreranno nuovamente l'anno successivo nell'assedio di Toyama.